# 天统 (明玉珍)
天统（1363年—1366年；《新元史》误作大統）是四川明夏政权明玉珍的年號，共計4年。

## 改元
- 1363年——正月一日，明玉珍稱皇帝，國號大夏，建元天統。[2][3][4][5][6][7][8][9]
- 1366年——二月六日，明玉珍去世，其子明昇即位，明年改元開熙。[10][11][5][6][12][13][9]

## 西曆紀年對照表
| 天统 | 元年   | 二年   | 三年   | 四年   |
| ---- | ------ | ------ | ------ | ------ |
| 公元 | 1363年 | 1364年 | 1365年 | 1366年 |
| 干支 | 癸卯   | 甲辰   | 乙巳   | 丙午   |

## 同期存在的其他政权年号
- 中國
  - 至正（1341年－1370年）：元朝—元顺帝妥懽帖睦爾之年號
  - 龍鳳（1355年－1366年）：元朝時期—韓林兒之年號
- 越南
  - 大治（1358年－1368年）：陳朝—陳裕宗陳暭之年號
- 日本
  - 正平（1347年－1370年）：南朝—后村上天皇与长庆天皇之年号
  - 貞治（1362年－1368年）：北朝—後光嚴天皇之年號

## 深入閱讀
- 李崇智. . 北京: 中華書局. 2004年12月. ISBN 7101025129.
- 鄧洪波. . 臺北: 國立臺灣大學東亞經典與文化研究計劃. 2005年3月  [2021-11-12]. ISBN 9789860005189. （原始内容 (pdf)存档于2007-08-25）.

| 前一年號： 徐寿辉：天启或天定 | 中国年号列表 1363年－1366年 | 下一年號： 开熙 |